# Strakosch (Familie)
Strakosch ist der Name einer alten österreichischen Industriellenfamilie ursprünglich böhmisch-jüdischer Herkunft. Die Familie war zunächst in der Tuchindustrie tätig, ab 1867 auch in der Zuckererzeugung. So war beispielsweise die Zuckerfabrik Hohenau in Niederösterreich eine Gründung von sechs Brüdern Strakosch. Die „Zuckerbarone“ Strakosch spielten auch im österreichischen Kulturleben eine nicht unbedeutende Rolle.
Mitglieder der Familie waren unter anderem:
- Isidor Strakosch (1825–1902), Gesellschafter der Tuchfabrik Gebrüder Strakosch und ab 1900 der Zuckerfabrik Hohenau
- Dessen Sohn Siegfried Strakosch (1867–1933), ab 1913 nobilitiert zu Strakosch von Feldringen, Zuckerindustrieller und Wirtschaftspolitiker
- Siegfrieds erste Frau Rosa (* 1881), geborene Schwarz, Mutter seines Sohnes Georg (* 1898 in Brünn)
- Georg Strakosch-Feldringen, ab 1933 geschäftsführender Direktor der Zuckerfabrik Hohenau, beging am 7. Juli 1938 Selbstmord [1]
- Wally Strakosch-Feldringen (* 1. Mai 1884; † 22. November 1970 in Wien)[2], Tochter des Börsenmaklers Friedrich „Fritz“ Duschnitz (* 1854; † vor 1940) und dessen Ehefrau Adele geb. Landsinger (* 1. September 1856 in Essegg an der Drau; † 18. Dezember 1940 in England),[3] ab 1909 Siegfrieds zweite Frau, Mutter von Christl (* 3. Juli 1910; † 31. Mai 1997 im US-Bundesstaat Pennsylvania)[4], Lilly (* 3. Juli 1911; † 17. Mai 2009) und Hans (* 2. Februar 1913; † 3. Oktober 1995 in Los Angeles) [5][6]
- Christl, verheiratet mit Otto Patzau (* 10. Oktober, 1902; † 21. September 1991)[4], Leiter von A. Egger’s Sohn, einer von Siegfried in Wien erworbenen Süßwarenfirma, die Patzau 1960 an das Unternehmen Friedmann verkaufte. [7]
- Lilly (* 3. Juli 1911; † 17. Mai 2009), Violinistin, Ehefrau von Heinrich Schnitzler (Sohn von Arthur Schnitzler)
- Hans Strakosch-Feldringen, Eheschließung mit Ini Wessely († 18. Dezember 1982) vor 1938[8], nach 1945 Leiter der Zuckerfabriken

Weiterhin gehören zur Familie:
- Felix Strakosch (1864–1931), Vetter von Siegfried, um 1900 Mitinhaber der Zuckerfabrik Hohenau [9]
  - Oskar Strakosch (* 1904, † 1974), Sohn von Felix Strakosch und dessen Ehefrau Elise (* 1878; † nach 1958), trat 1933 als Gesellschafter in das Unternehmen ein[10]. Nach Rückkehr aus der Emigration in London übernahm er 1949 die Zuckerfabrik. [11]
- Henry Strakosch (1871–1943), österreichisch-britischer Bankier, geboren in Hohenau als Sohn von Eduard Strakosch und Mathilde geborener Winterstein.
- Ludwig Strakosch (* 1. November 1855 in Brünn; † 14. Oktober 1919 in Hamburg), Opernsänger[12] (Bariton). Sohn von Jonas Strakosch, dem ältesten Bruder von Eduard Strakosch, und Jeanette Bauer.[13]
  - Lydia Biermann, geborene Strakosch (* 16. September 1887 in Königsberg; † 30. Juni 1980 in Berlin), Sängerin und Gesangslehrerin. Tochter von Ludwig Strakosch und der Gesangslehrerin Irma Strakosch, geb. Czerwinská († 1931). [14]
- Maurice Strakosch (Moritz Strakosch, 1825–1887), Komponist und Impresario, Onkel von Ludwig Strakosch. [12] [15]
  - Robert Strakosch, Impresario, Sohn von Maurice Strakosch [16]
- Max Strakosch (1835–1892), Impresario, Bruder von Maurice und Ferdinand Strakosch.
- Ferdinand Strakosch († 1902 in Paris), Impresario, Bruder von Maurice und Max Strakosch. [17]
  - Karl Strakosch, Impresario, wahrscheinlich der Sohn von Ferdinand Strakosch, heiratete am 6. November 1886 die aus der Kellog-Dynastie[17] stammende Sängerin Clara Louise Kellog (1842–1916).
- Samuel Strakosch (* 1. September 1827 in Brno, Sterbedatum und -ort unbekannt), verheiratet mit Frances Strakosch-Jacobs (* etwa 1834; † 28. März 1914)
  - George Leslie Strakosch (* 1857 in Australien, Sterbedatum und -ort unbekannt), verheiratet mit Julia Strakosch
  - Edgar Hugh Strakosch (* 30. April 1859 in Australien, aufgewachsen in Wien; † 23. Dezember 1942 in San Francisco), Impresario unter anderem von Clara Louise Kellog und Sarah Bernhardt [17], Textdichter, Direktor der Carleton Opera Company, heiratete am 23. Januar 1889 Henrietta Avery[18], zweite Besetzung für Clara Louise Kellog [19]
  - Florence Helene Liebers geb. Strakosch (* 5. Januar 1861 in St. Kielda bei Melbourne, Australien; † 30. April 1932 in Wien), verheiratet mit Carl Liebers (* 7. Juli 1851 in Prag; † 28. Oktober 1888)
  - Edith Popper geb. Strakosch (* 1. Dezember 1862 in Groß Seelowitz, Tschechien; † März 1924)
  - Viola Adelaide Grün, geb. Strakosch (* 14. Juli 1864 in Brno, Tschechien; † 18. Februar 1942 im KZ Theresienstadt), verheiratet mit Georg Grün (* Januar 1856 in Kolín, Tschechien; † 17. Dezember 1921)
  - Phoebe Anna Strakosch (* 3. Juli 1868 in Wien; † 26. Mai 1874 ebenda)
  - Otto Leopold Strakosch (* 2. März 1873 in Wien, Sterbedatum und -ort unbekannt)
  - Julie Louise Strakosch (* 25. Juni 1876 in Wien, Sterbedatum und -ort unbekannt), verheiratet mit Hugo Schwarz (* 8. Februar 1878, Sterbedatum und -ort unbekannt.)

- Alexander Strakosch (* 3. Dezember 1845 in Sebes bei Eperies (Ungarn)[20]; † 16. September 1909 in Berlin[21]), Rezitator, Schauspieler und Sprecherzieher, ab ca. 1870 Lehrer am Wiener Conservatorium, ab 1888 Professor an der Akademie für Tonkunst in München.[22] Alexander Strakosch, ein naher Verwandter von Maurice Strakosch[23], war in erster Ehe mit der Theaterschauspielerin Toni Fürst (1852–1873) und in zweiter Ehe mit der späteren dritten Frau von Gustav Freytag, Anna Götzel (auch: Anna Fuchs[20]), verbunden [24], die aus dieser Ehe die gemeinsame Tochter Mika-Maria (* 22. April 1875; † 23. Juli 1959) in die Freytag-Ehe mitbrachte.